# Кикути, Сэйси
Сэйси Кикути (яп. 菊池 正士 Кикути Сэйси, 25 августа 1902 — 12 ноября 1974) — японский физик, который первым обнаружил линии Кикути, наблюдаемые на дифракционных картинах диффузно рассеянных электронов.

## Биография
Родился в Токио в семье японского математика Дайроку Кикути. В 1926 году окончил Токийский университет.
В 1928 году наблюдал и дал теоретическое объяснение электронной дифракции со слюды.
С 1959 по 1964 год был президентом Japan Atomic Energy Research Institute.